# Kanton Valence-4
Kanton Valence-4 (fr. Canton de Valence-4) je francouzský kanton v departementu Drôme v regionu Rhône-Alpes. Skládá se pouze z části města Valence.